# 삼기초등학교 (완주군)
삼기초등학교는 대한민국 전라북도 완주군에 있었던 공립 초등학교이다.

## 연혁
- 1946년 11월 15일 고산국민학교 삼기분교 인가
- 1948년 9월 1일 삼기국민학교 승격(고산천로 854-7)
- 1969년 12월 1일 용암분교장 설치
- 1971년 3월 1일 대아리국민학교로 승격 분리
- 1996년 3월 1일 삼기초등학교로 개칭
- 2003년 2월 18일 삼기초등학교 제53회 졸업(연 3580명 졸업)
- 2003년 3월 1일 고산서초등학교와 통합 (통합 이후 삼우초등학교로 개칭)